# Agence nationale de la sécurité de l'État (Mali)
Pour les articles homonymes, voir DGSE.
LAgence nationale de la sécurité de l'État, anciennement Direction générale de la sécurité d’État (DGSE) est un service malien de renseignement intérieur fondé le 1er mars 1989 sous la présidence de Moussa Traoré. Modibo Koné dirige la DGSE depuis juin 2021.

## Historique
Elle a été dirigée de 1994 à 2002 par Soumeylou Boubèye Maïga et de 2013 à 2020 par le général Moussa Diawara, puis par Lassana Doumbia à partir de 2020. De 2021 à nos jour, ANSE est dirigée par le Gal Modibo KONE